# In Search of Truth
In Search of Truth è il terzo album della band Evergrey, pubblicato nel 2001 dalla Inside Out Music.

## Tracce
1. The Masterplan - 4:46
2. Rulers of the Mind - 5:57
3. Watching the Skies - 6:16
4. State of Paralysis - 2:13
5. The Encounter - 4:38
6. Mark of the Triangle - 6:22
7. Dark Waters - 6:00
8. Different Worlds - 5:30
9. Misled - 6:00